# Aeroporto de Ariquemes
O Aeroporto de Ariquemes (ICAO: SJOG) está localizado no município de Ariquemes, no estado de Rondônia.

## História
O aeroporto já recebeu em meados de 1982 voos regionais e desde então funciona apenas como aeroclube, como pouso e decolagens de aeronaves particulares de empresários locais.

É um dos 6 aeroportos do estado de Rondônia incluídos no PDAR – Plano de Desenvolvimento da Aviação Regional, do Governo Federal, criado em 2012. Só para este aeroporto será destinado 28 milhões de reais.

## Companhias aéreas e destinos
Atualmente, nenhuma companhia aérea opera no local.

## Outras características
Aeródromo mais próximo: Aeroporto Nova Vida 44km.

Operação: VFR Diurno.

Pista:
- Cabeceiras: 3/21
- Dimensões: 1306x18m
- Superfície: 5700Kg / 0,5Mpa
- Resistência/PNC: Asfalto